# Neomysis
Neomysis (лат.) — род ракообразных семейства Mysidae из отряда Мизиды.

## Описание
Представители рода отличаются от других мизид следующими признаками: чешуя антенн длинная и узкая, оканчивается заостренным концом, со щетинками по обоим краям; эндоподиты с 3-го по 8-й переопод с карпопроподом разделены на множество суставов; экзоподит 4-го плеопода самца удлиненный, двухчлениковый, оканчивается двумя толстыми колючими щетинками. Тельсон субтреугольной или трапециевидной формы; вершина цельная, узко закругленная или усеченная; боковой край с шипами на всем протяжении. Чешуйки усиков обычно расположены по всему периметру. Плеоподы самцов: 1-я и 2-я пары всегда рудиментарны; 4-я пара всегда двуветвистая, эндоподит неразделённый, экзоподит более или менее удлинен и разделён, обычно на несколько сегментов. Первый переопод (ходильная нога) имеет хорошо развитый экзопод (внешняя ветвь), карпопроподы эндопода (внутренняя ветвь) с 3-й по 8-ю ветвь переопод делится на подсегменты, и на эндоподе уропод (задних придатках) есть статоцисты.

## Классификация
Род Neomysis был впервые выделен в 1882 году российско-украинским зоологом Владимиром Ивановичем Чернявским (1846—1915) и включает литоральные и прибрежные виды (на глубинах до 240 м) с длиной тела от 9 до 32 мм. Один крупный вид (Neomysis rayii) достигает в длину до 65 мм. 
- Neomysis americana (S. I. Smith, 1873)
- Neomysis awatschensis (Brandt, 1851)
- Neomysis czerniawskii Derzhavin, 1913
- Neomysis ilyapai Holmquist, 1957
- Neomysis integer (Leach, 1814)
- Neomysis intermedia (Czerniavsky, 1882)
- Neomysis japonica Nakazawa, 1910
- Neomysis kadiakensis Ortmann, 1908
- Neomysis mercedis Holmes, 1896
- Neomysis meridionalis Colosi, 1924
- Neomysis mirabilis (Czerniavsky, 1882)
- Neomysis monticellii Colosi, 1924
- Neomysis nakazawai Ii, 1936
- Neomysis orientalis Ii, 1964
- Neomysis patagona Zimmer, 1907
- Neomysis rayii (Murdoch, 1885)
- Neomysis sopayi Holmquist, 1957
- Neomysis spinosa Nakazawa, 1910